# Dzieciuchowatość bulw ziemniaka

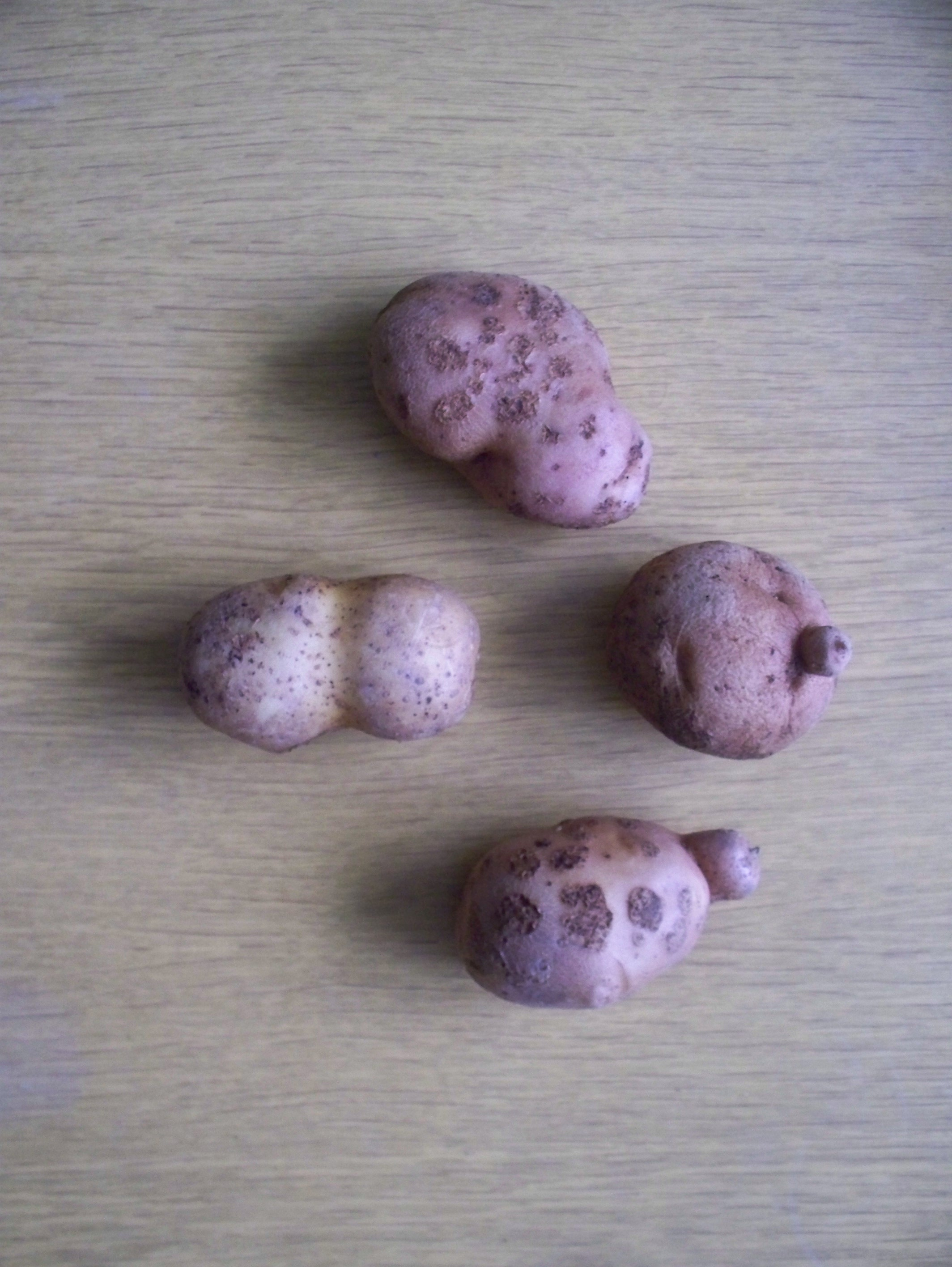

Dzieciuchowatość bulw ziemniaka – nieinfekcyjna choroba ziemniaka, występująca przy nierównomiernym rozkładzie opadów atmosferycznych. Nazwa choroby pochodzi od tworzenia się małych bulwek w okolicy oczek, w szczytowej części bulwy. Na tworzenie się małych bulwek mają wpływ opady deszczu występujące po długo trwającej suszy. Zapobieganie dzieciuchowatości polega między innymi na zbiorze dojrzałych bulw w czasie trwania suszy. Deformacja ta występuje w plantacjach zlokalizowanych na glebach lekkich.